# Luigi Pistocchi

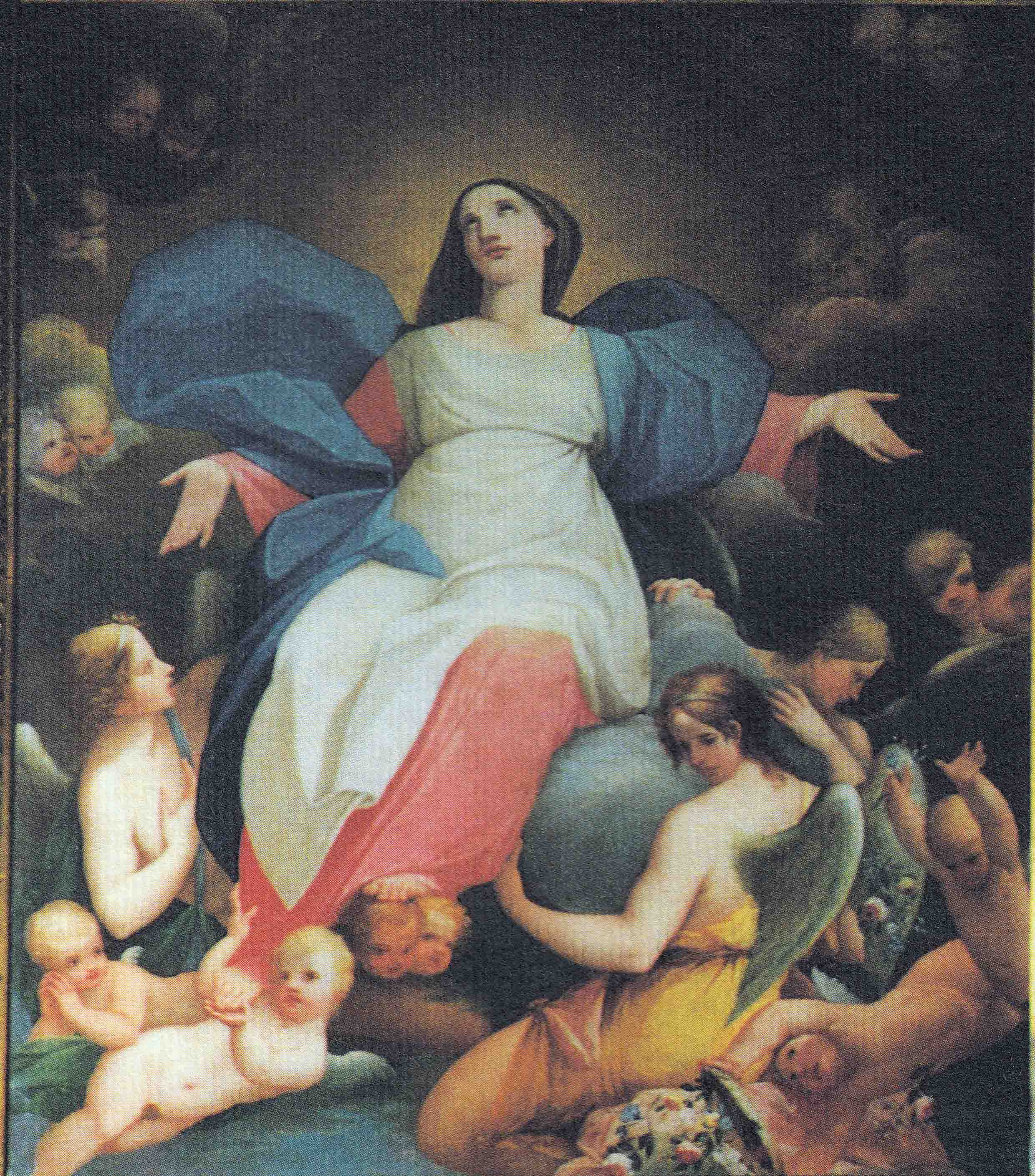
Madonna Assunta tra schiere d'Angeli, Chiesa di Santa Maria a Argiano

Luigi Pistocchi (Faenza, 1749 – Firenze, post 1825) è stato un pittore italiano.

## Biografia
Pochissime notizie sono rimaste di questo pittore. Nacque in una famiglia di Faenza con lunghe tradizioni artistiche tra cui componenti va segnalato il fratello Giuseppe che si distinse come architetto ed un altro Lodovico, pure lui pittore.
Tra il 1772 e il 1781 lavorò a Pesaro presso la bottega del pittore locale Giovanni Andrea Lazzarini. In quel periodo affrescarono alcuni palazzi della città. Lavorò anche a Roma con Pompeo Batoni e in ultimo si trasferì a Firenze. Di tutta la sua attività sono certe solo tre opere: l'Assunta , tela custodita nella Chiesa di Santa Maria a Argiano, l'affresco raffigurante la Gloria di San Cassiano posto nella Collegiata di San Cassiano a San Casciano in Val di Pesa. Il terzo dipinto raffigurava Sant'Ilario che libera l'indemoniata ma nel 1825 venne trasformato in un San Nicola di Bari.